# Blind Lemon Jefferson
„Blind” Lemon Jefferson (ur. 15 października 1884, zm. 19 grudnia 1929) – amerykański niewidomy muzyk bluesowy, wokalista i gitarzysta związany z Teksasem. Jeden z najpopularniejszych gitarzystów i wokalistów bluesowych lat 20. XX wieku. Znany także jako Deacon L.J. Bates i Elder J.C. Brown.
O jego życiu wiadomo niewiele; zachowało się wprawdzie wiele anegdot o nim, ale często są one sprzeczne i brak im solidniejszej dokumentacji.

## Zdjęcie
Istnieje jego jedna podobizna; oficjalne zdjęcie zapewne wykonane dla potrzeb firmy fonograficznej. Można wysnuć z niego kilka wniosków. Zdjęcie to przedstawia bardzo usztywnionego muzyka; nie pozował więc raczej do fotografii zbyt często. Najwyraźniej nie czuje się dobrze wciśnięty w ubranie, w którym wydaje się, nie chodził. A jednak śpiewaczka bluesowa Victoria Spivey i inni twierdzą, że tak się ubierał na co dzień. Ma kędzierzawe, krótko przycięte włosy. Sądząc z kontrastów, miał stosunkowo jasną cerę, szeroki nos i bardzo pełne usta. Jedną z jego tajemnic jest noszenie przez niego okularów – był przecież niewidomy; jego oczy są właściwie prawie całkowicie zamknięte. Nienaturalność zdjęcia potęguje dziwny sposób ułożenia gitary na jego prawym udzie. Zbliża się ono prawie do 90 stopni w stosunku do jego sztywno wyprostowanego tułowia; w ten sposób jest bardzo trudno grać. Wiadomo, że był olbrzymiej postury; był kiedyś zapaśnikiem. Widać to z relacji jego ciała i dłoni w stosunku do gitary, która wydaje się być zabawką. Na dole zdjęcia mamy napis, z pewnością nieskreślony jego ręką, Cordially yours Blind Lemon Jefferson.

## Życiorys
Urodził się 15 października 1884 r. w Couchman, małej społeczności obok Wortham w powiecie Freestone w Teksasie. Ojcem był Alec Jefferson a matką Classie Banks-Jefferson.
Nie ma żadnych dokumentów świadczących o tym, że otrzymał jakiekolwiek wykształcenie. Nie wiadomo także jak nauczył się grać na gitarze; jednak z jego specyficznego stylu można przypuszczać, iż był samoukiem. Grał na ulicach Wortham, Streetman, Kirvin, Groesbeck i innych miastach i miasteczkach wschodniego Teksasu. Jak wspomina jego kolega z młodości W każdą sobotę grał w zakładzie fryzjerskim Jake’a Lee i ludzie schodzili się zewsząd, aby go posłuchać. Potem on wychodził o 10 lub 11 w nocy na drogę i szedł do Kirvin, siedem czy osiem mil. Grał jak szedł, ale wiedział, gdzie idzie. Mimo że był niewidomy od urodzenia, znakomicie odnajdywał drogę i rozpoznawał wartość pieniędzy niezależnie od tego czy były to monety, czy banknoty. Victoria Spivey powiedziała On cholernie dobrze wyczuwał drogę.
Jego kuzyn Alec Jefferson wspomina, że jego matka nie pozwalała mu chodzić do miejsc, gdzie grał Lemon. To były ostre [miejsca]. Mężczyźni ostro rwali kobiety i sprzedawali bimber, a Lemon grał dla nich i śpiewał przez całą noc. Oni nawet nie umieli poprawnie tańczyć, tylko przytupywali.
Rodzina Lemona należała do Baptystycznego Kościoła Shiloh (Shiloh Babtist Church) w Kirvin. Młody Lemon był bardzo ceniony w kościele, gdyż wspaniale wykonywał pieśni religijne – spirituals. Jeden z jego znajomych wspomina Można o nim powiedzieć jedną rzecz. Jednego dnia śpiewał w kościele, a następnego dnia w domu o złej reputacji.
Gdy wybitny bluesman Sam Lightnin' Hopkins miał lat osiem, miał okazję spotkać Lemona podczas kościelnego pikniku w Buffalo w Teksasie. Obserwował przez cały dzień sposób jego gry i w końcu sam wyszedł na scenę aby poakompaniować Lemonowi. Jednak widocznie nie grał zbyt dobrze, bo nagle usłyszał Chłopcze, musisz to grać dobrze.
W 1920 r. Jefferson był już bardzo dobrze znany we wschodnim Teksasie i na ulicach Dallas zarówno jako gitarzysta i jako wokalista. Nie wiadomo jednak kiedy po raz pierwszy udał się do tego miasta, które leży w odległości ok. 60 mil od Wortham i na trasie jest 16 stacji. Jeden z twórców amerykańskiego folku, Huddie 'Leadbelly' Ledbetter poruszył ten problem dwukrotnie; za pierwszym razem stwierdził, że Lemon był w Dallas już w 1904 r. Jednak za drugim razem powiedział producentowi Fredericowi Ramseyowi (Juniorowi), że On [Blind Lemon] i ja śpiewaliśmy w Dallas w Teksasie. Było to w 1901 r. On i ja byliśmy w tym samym wieku. Jeśli to prawda, to Jefferson nie mógł urodzić się w 1897 r. Leadbelly urodził się w 1889 r. Historyk bluesa Giles Oakley twierdzi, że Lemon i Leadbelly spotkali się w 1912 r. w Dallas Deep Ellum – dzielnicy Murzynów i imigrantów, gdzie występowali. Jak wspomina Leadbelly mieli darmowe przejazdy pociągami, ponieważ podczas podróży grali i śpiewali, co zachęcało ludzi do podróżowania pociągiem.
Wybitny bluesman Mance Lipscomb wspomina Kiedy dostaliśmy się do Dallas, trzymaliśmy się miejsc, gdzie mogliśmy słyszeć grającego i śpiewającego Blind Lemona... były tam setki ludzi w dół i w górę tej drogi [Central]. Tak więc tam poznałem się z nim w 1917 r. Lipscomb opisał Lemona jako wielkiego, tęgiego, głośnego piosenkarza.
Chociaż Lemon doskonale poruszał się w znanym mu terenie, to jednak gdy podróżował, wolał mieć kogoś do towarzystwa. Zazwyczaj zatrudniał chłopców lub młodych mężczyzn. Leadbelly był muzykiem więc podróżowali razem. Ale jego przewodnikami byli np. T-Bone Walker, Josh White i inni.
W 1925 r. Jefferson został zaproszony przez firmę Paramount Records do dokonania nagrań. Stało się to dzięki poleceniu go przez Sama Price’a, bluesowego i jazzowego pianisty, który słyszał Lemona wielokrotnie w Dallas. Price – jako jedyny – przekazał informację, że Jefferson zaraz po przekroczeniu 20 lat ożenił się z młodą kobietą o imieniu Roberta i że mieli dziecko. Jednak znów żadne dokumenty tego nie potwierdzają.
Chociaż pierwszy singel nie został wydany, to trzeci z maja 1926 r. stał się jego pierwszym przebojem.
Lata 1926–1928, to okres jego największych sukcesów; nagrał około stu utworów i stał się najbardziej znanym bluesmanem w całych Stanach Zjednoczonych. Żaden z wykonawców bluesa wiejskiego nie dorównywał mu popularnością. Podróżował wówczas często pomiędzy Dallas a Chicago, gdzie dokonywał nagrań. Miał swoje mieszkanko przy 37th i Rhodes w południowej części miasta. Był w Oklahomie, Georgii i Missisipi. Znany bluesman Houston Stackhouse tak opisuje jego wizytę w Crystal Springs Przybył do Crystal Springs i grał show dla doktora. Odbywał się on we Freetown w szkole dla kolorowych. Było tam mnóstwo ludzi. Była to wielka szkoła i całkowicie zatłoczona wewnątrz, ludzie nie mogli się tam dostać, aby go zobaczyć. Musieli go wyprowadzić przed szkołę, na werandę.
Mayo Williams, producent firmy Paramount, w podzięce dla Jeffersona kupił mu Forda. Jefferson zatrudnił szofera i jeździł z nim na występy.
W 1929 r. nastąpił spadek popularności Jeffersona. Przestał być także tak odkrywczym muzykiem jak na początku kariery.
Zmarł w Chicago, w swoim samochodzie, w niejasnych okolicznościach. Nie znaleziono żadnych oficjalnych dokumentów związanych z jego śmiercią. Najbardziej przekonywającą wersję przedstawili: Arthur Laibly, który zastąpił Williamsa jako producent Jeffersona i sam Williams. W grudniu, w czasie ostrej chicagowskiej zimy Jefferson miał atak serca w samochodzie. Przerażony kierowca uciekł z samochodu porzucając Jeffersona, który zamarzł.
Jego ciało zostało przewiezione pociągiem do Teksasu. Na cmentarz przyszło kilkaset osób, zarówno czarnych, jak i białych.

## Sesje nagraniowe (kompletne)
- - Jako Deacon L.J. Bates. Chicago. Grudzień 1925-styczeń 1926
- I Want to Be Like Jesus in My Heart
- All I Want Is That Pure Religion
  - Jako Blind Lemon Jefferson. Chicago. Marzec 1926
- Got the Blues
- Long Lonesome Blues
- Booster Blues
- Dry Southern Blues
  - Chicago. Kwiecień 1926
- Black Horse Blues
- Corinna Blues
  - Chicago. Maj 1926
- Got the Blues
- Long Lonesome Blues
  - Chicago. May 1926
- Jack O’Diamond Blues
- Jack O’Diamond Blues
- Chock House Blues
  - Chicago. Sierpień 1926
- Beggin Back
- Old Rounders Blues
  - Chicago. Listopad 1926
- Stocking Feet Blues
- That Black Snake Moan
- Wartime Blues
- Broke and Hungry
- Shuckin' Sugar Blues
  - Chicago. Grudzień 1926
- Booker Rooger Blues
- Rabbit Foot Blues
- Bad Luck Blues
  - Atlanta. 14 marca 1927 (poniedziałek)
- Black Snake Moan
- Match Box Blues
- 'Stillery Blues
- Woman Labor Man
- My Easy Rider
- Elder Green’s in Town
- English Stop Time
  - Atlanta. 15 marca 1927 r. (wtorek)
- Laboring Man Away from Home
  - Chicago. Kwiecień 1927
- Easy Rider Blues
- Match Box Blues
  - Chicago. Kwiecień 1927
- Match Box Blues
  - Chicago. Maj 1927. Akompaniament Joe Perkins – fortepian.
- Rising High Water Blues
  - Chicago. Maj 1927
- Weary Dogs Blues
- Right of Way Blues
  - Chicago. Maj 1927. Akompaniament Joe Perkins – fortepian.
- Teddy Bear Blues
  - Chicago. Czerwiec 1927.
- Black Snake Dream Blues (akompaniament Joe Perkins – fortepian)
- Hot Dogs (jako Deacon L.J. Bates)
- He Arose from the Dead (wydany przez firmę Herwin pod nazwiskiem Elder J.C. Brown)
  - Chicago. Wrzesień 1927
- Struck Sorrow Blues
- Rambler Blues
  - Chicago. Październik 1927
- Chinch Bug Blues
- Deceitful Brownskin Blues
- Sunshine Special
- Gone Dead on You Blues
- Where Shall I Be? (wydany przez firmę Herwin pod nazwiskiem Elder J.C. Brown)
- See That My Grave’s Kept Clean (jako Deacon L.J. Bates)[g]
- One Dime Blues
- Lonesome House Blues
- Chicago. Luty 1928
- Blind Lemon’s Penitentiary Blues
- Lectric Chair Blues
  - Chicago. Luty 1928
- See That My Grave Is Kept Clean
- Lemon’s Worried Blues
  - Chicago. Luty 1928
- Mean Jumper Blues
- Balky Mule Blues
  - Chicago. Luty 1928
- Change My Luck Blues
- Prison Cell Blues
  - Chicago. Marzec 1928
- Lemon’s Cannon Ball Blues
- Low Down Mojo Blues
  - Chicago. Marzec 1928
- Long Lastin' Lovin'
- Piney Woods Money Mama
  - Chicago. Czerwiec 1928
- Low Down Mojo BLues
  - Chicago. Lipiec 1928
- Competition Bed Blues
- Lock Step Blues
- Hangman’s Blues
  - Chicago. Lipiec 1928
- Sad News Blues
  - Chicago. Lipiec 1928
- How Long How Long (akomp. nieznany pianista)
  - Chicago. Sierpień 1928
- Lockstep Blues
- Hangman’s Blues
- Christmas Eve Blues
- Happy New Year Blues
- Cat Blues
- D.B. Blues
  - Chicago. Styczeń 1929
- Eagle Eyed Mama
- Dynamite Blues
  - Chicago. Styczeń 1929
- Disgusted Blues
  - Chicago. Styczeń 1929
- Competition Bed Blues
- Sad News Blues
  - Chicago. Marzec 1929
- Peach Orchard Mama
- Oil Well Blues
- Tin Cup Blues
- Big Night Blues
- Empty House Blues
- Saturday Night Spender Blues
- That Black Snake Moan No. 2
  - Chicago. Sierpień 1929
- Peach Orchard Mama
- Night Blues
  - Richmond, Indiana. 24 września 1929 (wtorek)
- Bed Springs Blues
- Yo Yo Blues
- Mosquito Moan
- Southern Woman Blues
- Bakershop Blues
- Pneumonia Blues
- Long Distance Moan
- That Crawlin' Baby Blues
- Fence Breakin' Yellin' Blues
- Cat Man Blues
- The Cheaters Spell
- Bootin' Me 'Bout

## Krytyka i znaczenie
Styl gry Jeffersona był w owym czasie unikatowy. Uderzał w struny, tworząc repetytywne basowe pochody i postępujące po sobie otwarte i tworzone na progach gitary dźwięki, z reguły krótko brzmiące i przedzielane czasami jednostrunowymi arpedżiami. Niezwykle często łamał rytm utworu, kiedy tylko chciał podkreślić wers lub nawet jedno słowo, dłuższą improwizowaną partią. Dzięki temu rytmika jego utworów jest niezwykle zaskakująca i wyrafinowana i niektórzy krytycy uważają, że przewyższa nawet Mozarta. Z powodu owych zmian jego technikę gry można nazwać zatrzymaj się i znów zacznij.
Śpiewał swobodnie; struktura utworów była bardzo luźna a akompaniament, chociaż zależny od nastroju i tekstu, był prawie niczym nieskrępowany. Dysponował bardzo wysokim tenorem, jednak nie piskliwym, ale brzmiącym bardzo pełnie i niezwykle ekspresyjnym. Odczuwa się melancholię bluesową podczas słuchania jego zawodzenia i bezsłownego nucenia. Jego dynamiczna technika wokalna pozwalała mu na przechodzenie od pełnej i głośnej ekspresji do cichego i smutnego śpiewu. Czasami przekraczał oktawę, zawieszał rytmikę utworu i łamał dźwięki podciąganiem strun aby podkreślić swoje uczucia i nastrój danej chwili. Stosunkowo często łamał 12-taktowość bluesa, a jednak zawsze ma się silne odczucie, że jest to w dalszym ciągu blues. Na przykład początek do „Long Lonesome Blues” ma 16.5 taktu, „Black Horse Blues” ma 13 i 3/4 taktu, fragment „One Dime Blues” ma 15 i 3/4 taktu a wstępna część „Rabbit Foot Blues” ma 10 i 1/4 taktu aby przejść płynnie w 16.5-taktowy wers.
Wiele z jego bluesów to osobiste wersje tradycyjnych bluesów ze wschodniego Teksasu, zawierające różne elementy folkloru Afroamerykanów. „See That My Grave Is Kept Clean” jest jego wersją utworu „Two Horse Standing in a Line” a „Corinna Blues” to przetworzony, niezwykle popularny i wśród białych wykonawców bluesa „See, See Rider”.
Blues jest prawdą – większość bluesmanów od tego zaczyna definicję bluesa. Dlatego bluesman zawsze utożsamia siebie z doświadczeniami swoich słuchaczy. Dlatego Jefferson śpiewał o niebezpieczeństwach hazardu, o szkodniku niszczącym pola bawełny (Boll Weevil – była to również alegoria polityków z południa), o cierpieniu, nadziei, biedzie, rozpadzie rodziny, pragnieniu ucieczki od rzeczywistości przez wędrówki, miłość i seks. Jednak te wszystkie sposoby ucieczki od rzeczywistości miały w jego utworach i negatywy: wędrowanie może przynieść chwilowe poczucie wolności od ciężarów codziennego dnia, ale prowadzi do samotności i rozdzielenia z osobami, które się kocha. Właśnie temu poświęcony jest jeden z jego najsłynniejszych bluesów „Match Box Blues”.
Wiele bluesów Lemona jest pełnych ironii i humoru, co szczególnie uwidacznia się w bluesach traktujących o seksualności i seksualnych związkach. Takim utworem jest „Baker Shop Blues”, w którym używa piekarniczego wyrobu do zobrazowania swojego pożądania. W „Oil Well Blues” otwarte seksualne odniesienia są zmieszane z humorystycznymi metaforami i porównaniami. Oil well – źródło ropy naftowej – nie odnosi się do teksańskich pól wiertniczych.
Jak zwykle, również i u Jeffersona, mamy ambiwalentny stosunek do kobiet; w tekstach znajdujemy dobre dziewczyny (good gal), cukiereczki (sugar), miodziki (honey) itp., ale i stuknięte i dziwne (crazy, wild), zdradliwe (deceitful) itd. Ogólnie Jefferson w swoich bluesach pozytywnie mówi o seksualności kobiet i ich czarze, ale krytykuje je za tendencje do manipulowania mężczyznami. Przedstawianie w utworach szerokiego zakresu charakterów kobiecych pozwalało mu na łatwiejsze nawiązanie kontaktu ze słuchaczami, którzy z własnego doświadczenia mogli mieć z podobnymi charakterami kontakt.
Blind Lemon Jefferson był właściwie pierwszym bluesmanem nagrywającym na taką skalę i który zyskał tak olbrzymią popularność. Zademonstrował wirtuozerię zarówno jako gitarzysta, jak i wokalista. Wywarł dzięki swoim nagraniom wpływ na muzyków swojego pokolenia, ale i następnych generacji. Wpłynął także na niektóre elementy stylu bluesa Delty.
Wywarł wpływ na następujących bluesmanów i muzyków: Louis Armstrong, Big Bill Broonzy, Lowell Fulson, John P. Hammond, Huddie Ledbetter, John Arthur Lee, B.B. King, Albert King, J.B. Lenoir, Mance Lipscomb, Brownie McGhee, Muddy Waters, Johnny Shines, Sam Lightnin' Hopkins, John Jackson, Josh White, T-Bone Walker, Robert Pete Williams i wielu innych.

## Dyskografia
- Complete Recorded Works. Vols.1-4. Documenta 1991
- The Complete 94 Classic Sides Remastered. JSP 2003 (4 CD)
- Matchbox Blues 1998